# 築地塀

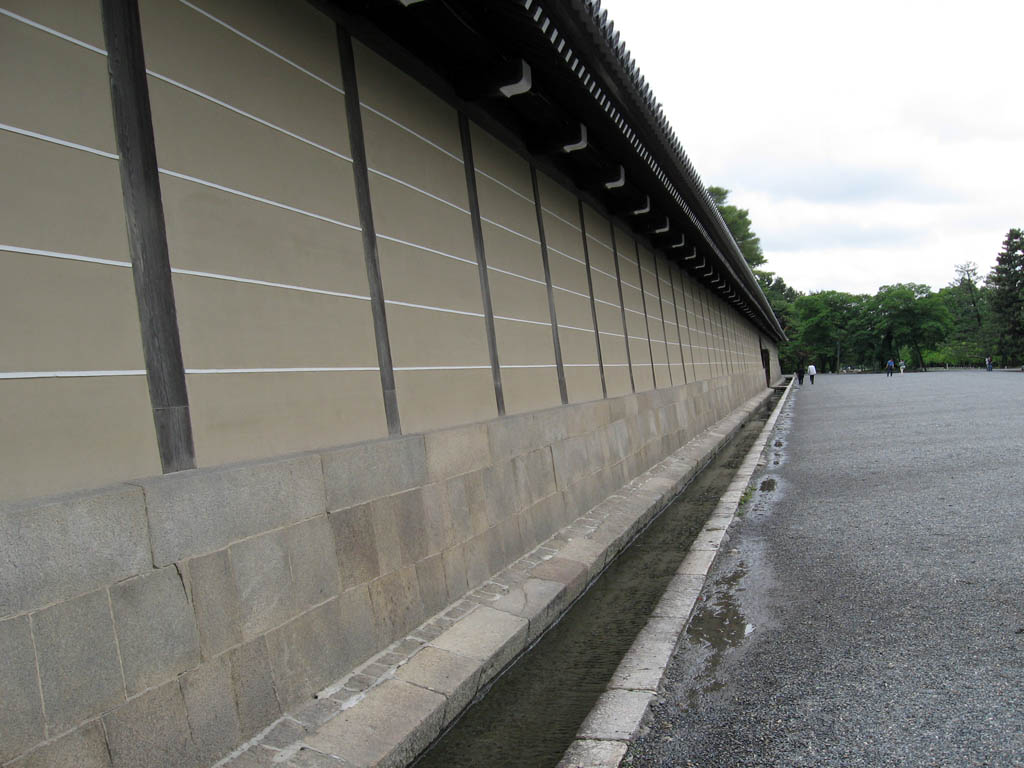
京都御所の築地塀

築地塀（ついじべい）とは、泥土をつき固めて作った塀。単に「築地」（ついじ）ともいう。

## 概要
石垣の基礎に柱を立てて貫を通した骨組みを木枠で挟み、そこに練り土を入れて棒でつき固める「版築」という方法で作られる物が多く、塀の上に屋根として簡便な小屋組を設け、瓦や板などで葺いたものも多くある。
古来より公家の邸宅や寺院、官舎などに特に見られ、今でも御所や寺院などで見られる。規模の大きい物は「大垣」と呼ばれ、平城京の南面の築地塀は高さ12メートルに達したといわれている。寺では定規筋という白い横線を入れた筋塀を築き、5本（五条）を最高位にして寺格を表すようになった。

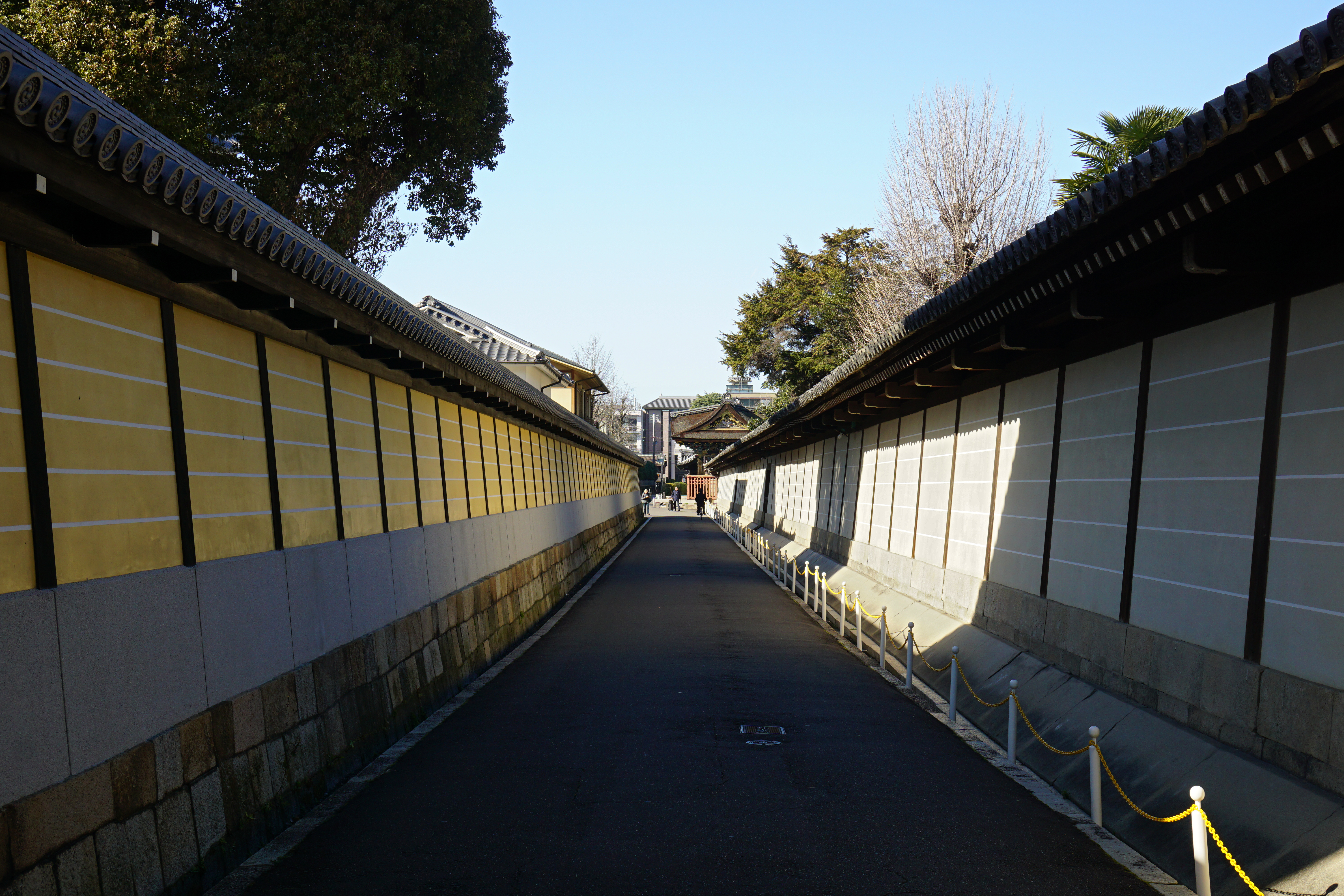
興正寺（左）と西本願寺（重要文化財）の築地塀
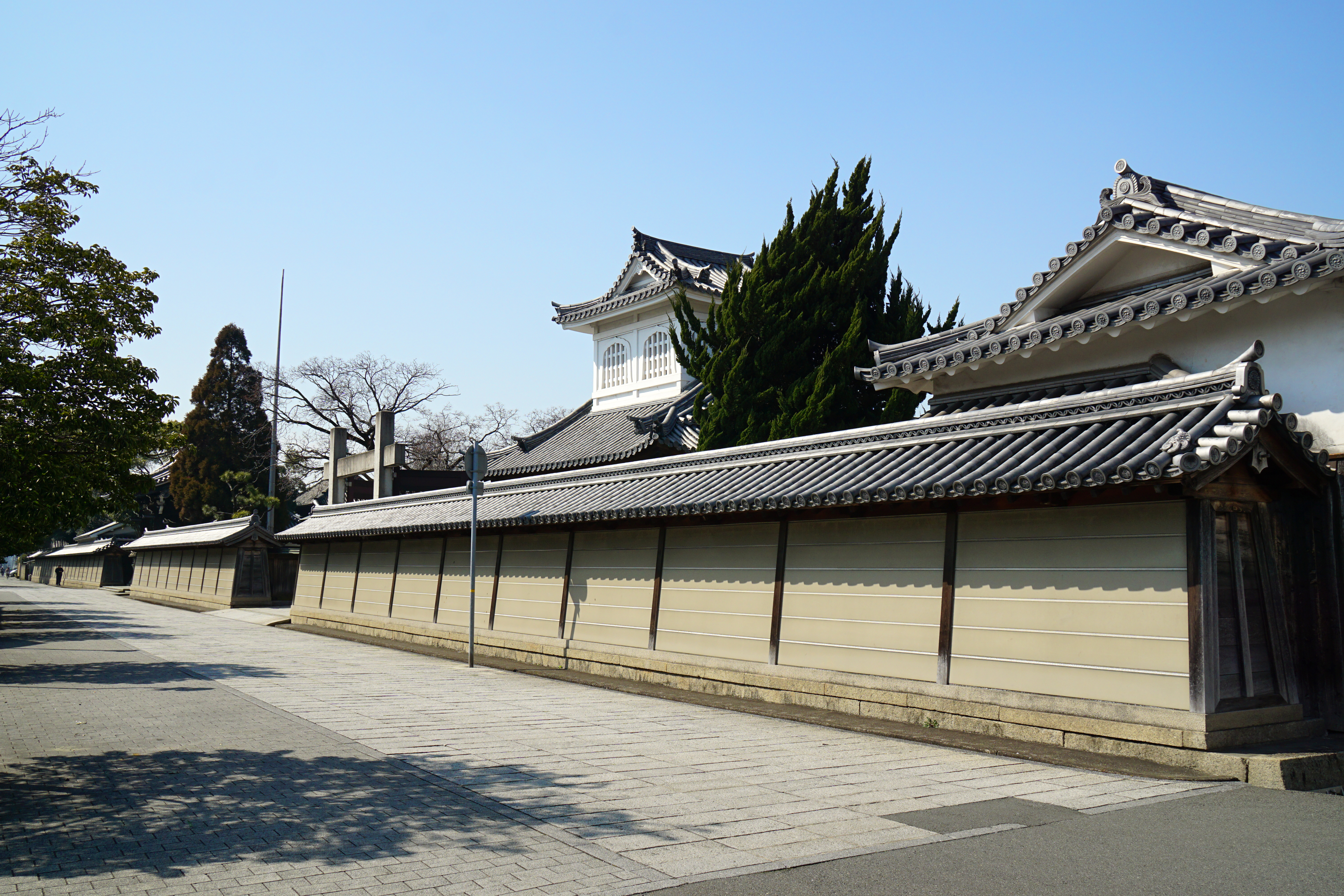
亀山本徳寺の築地塀
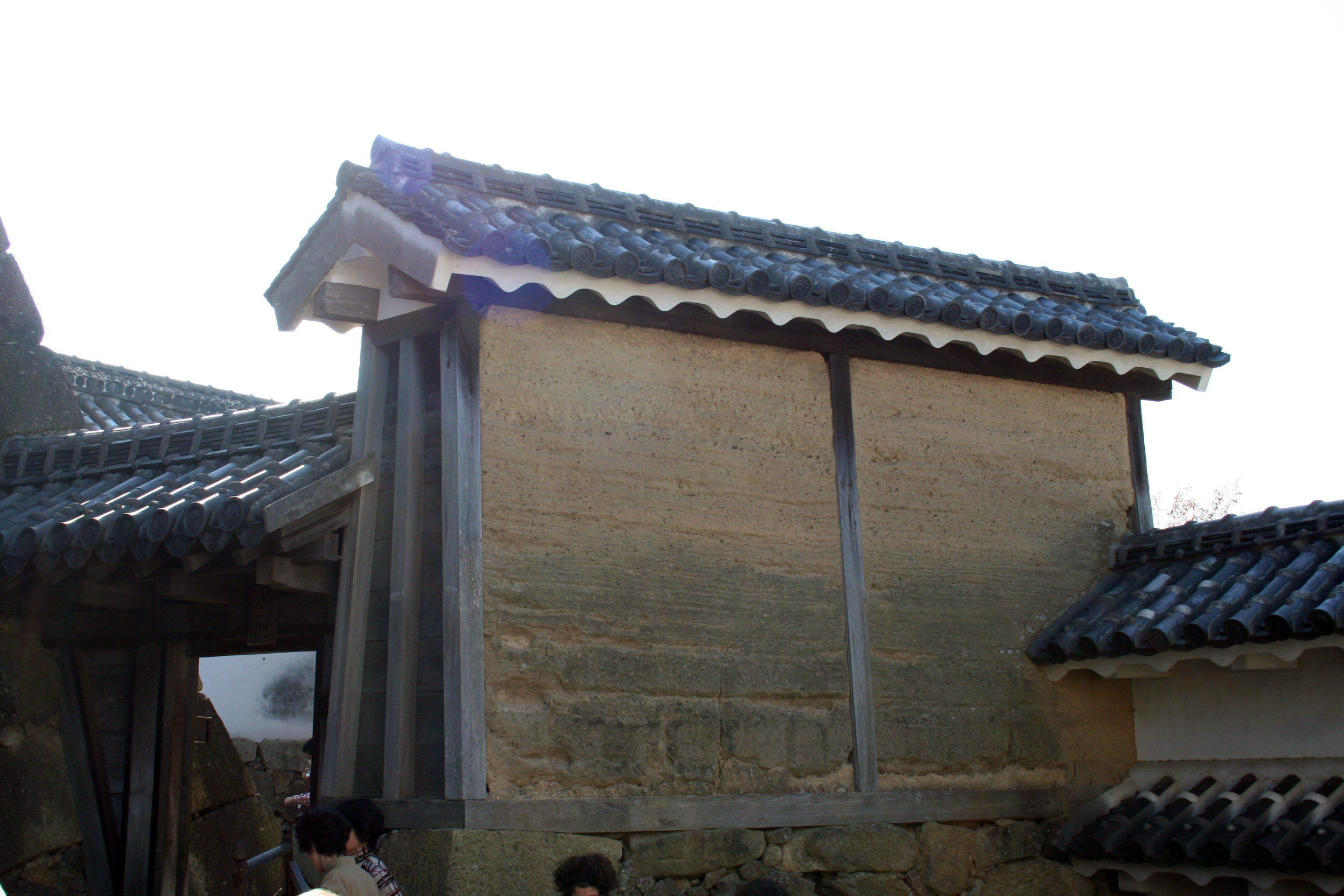
姫路城の油壁と呼ばれる築地塀
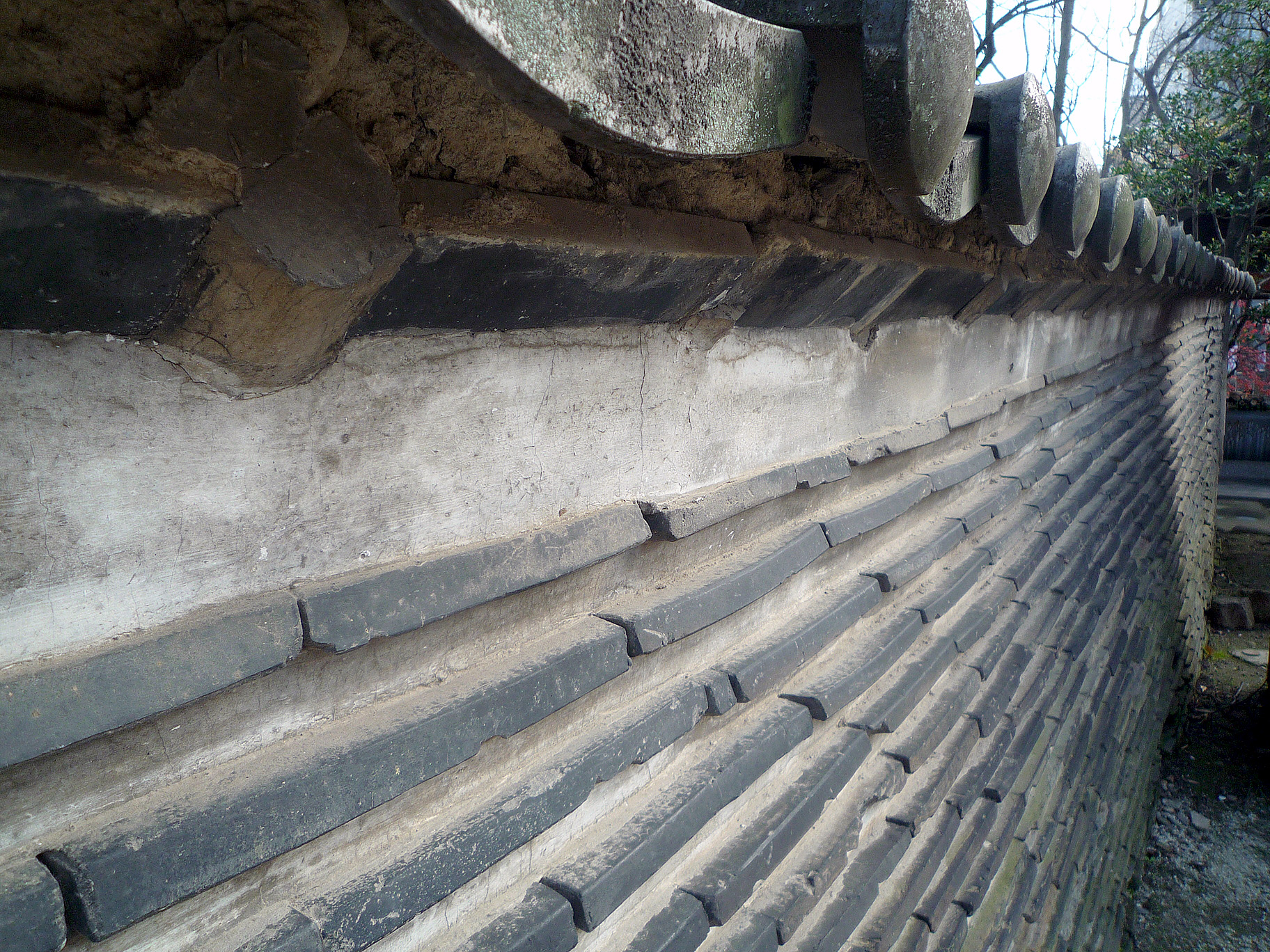
待乳山聖天に遺る江戸時代の築地塀